# Eskobar
Gli Eskobar sono un gruppo musicale indie pop svedese originario di Åkersberga e attivo dal 1995.
Il loro brano musicale più famoso è Someone New (feat. Heather Nova) pubblicato nel 2002.

## Formazione
- Daniel Bellqvist - voce
- Frederik Zäll - chitarre
- Robert Birming - batteria

## Discografia
Album
- 'Til We're Dead (2000)
- There's Only Now (2001)
- A Thousand Last Chances (2004)
- Eskobar (2006)
- Death in Athens (2008)